# Centro de Treinamento da Barra da Tijuca
O Centro de Treinamento da Barra da Tijuca, mais conhecido como Fla-Barra e Vasco-Barra, foi um local de 35 mil metros quadrados, pertencente ao empresário Silas Andrade.
Localizado no bairro da Barra da Tijuca, Zona Oeste do Rio de Janeiro, o centro esportivo foi, durante muitos anos, alugado durante pelo Clube de Regatas do Flamengo e posteriormente pelo Club de Regatas Vasco da Gama para ser utilizado como centro de treinamento de suas respectivas equipes profissionais de futebol.
O local possuía uma sede ampla que tinha 2 campos oficiais – um deles com arquibancada – sala de musculação, sala de imprensa e bons vestiários para os atletas. Além disso, a estrutura contava com um ginásio coberto, piscinas, bar, quadras de tênis e de futevôlei.

## História
Fla-Barra
Em 1997, para levar a equipe profissional do Flamengo, que à época treinava na Sede social do Clube, na Gávea, a um local menos agitado, o então presidente Kléber Leite fechou contrato de aluguel com a empresa Silas Andrade, e nomeou o centro de treinamento de Fla-Barra. A mudança foi planejada pela diretoria por conta da exposição dos atletas à vida social do clube e a impossibilidade de realizar treinos fechados. Segundo a revista Placar, porém, a alteração de treinos para o Fla-Barra fez com que os jogadores perdessem a identidade com o clube.
Em agosto de 2000, o Flamengo foi despejado do local, após ficar 6 meses em inadimplência. Como a comissão técnica da equipe não queria voltar a treinar na Gávea, a solução encontrada pela diretoria foi realizar os treinamentos no Centro de Futebol Zico (CFZ).
Seis meses depois, o Flamengo chegou a ganhar na Justiça uma liminar que anulava o despejo. No entanto, desistiu da ação. À época, o diretor jurídico, Júlio Gomes Filho, deu a seguinte explicação: "Ganhamos a liminar mas abandonamos o caso porque Silas foi uma pessoa de difícil diálogo. Pelas irregularidades do terreno, seria preciso fazer obras para recuar o muro lateral por uns cinco metros".
Vasco-Barra
Ainda no ano de 2000, após o despejo flamenguista, o Vasco da Gama, à época presidido por Eurico Miranda, sinalizou com a possibilidade de comprar o CT da Barra da Tijuca, em um gesto considerado por muitos como provocação.
Apenas em 2002, contudo, após negociações para adquirir o local, o Vasco acertou a locação do centro de treinamento e o renomeou de Vasco-Barra.
O cruzmaltino arrendou o CT da Barra até outubro de 2009, quando também recebeu ordem de despejo do local, após tentativas infrutíferas de renegociar uma dívida milionária.
O Vasco, então, remanejou sua estrutura do futebol alocando os treinamentos da equipe profissional no Estádio de São Januário, e utilizando o CT Almirante Barros Nunes para as divisões de base.
Em 2011, o terreno foi vendido para uma construtora, e virou um condomínio de alto padrão, com 324 apartamentos em nove edifícios.